# Serrano (langue)
Pour les articles homonymes, voir Serrano.

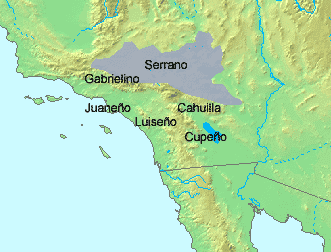
carte de distribution géographique de langage Serrano

Le serrano est une langue uto-aztèque de la branche des langues takiques parlée aux États-Unis, dans le sud de la Californie, dans la région de San Bernardino. La langue est désormais éteinte depuis la mort d'Alfred Chalepah Sr., en 2008.